# Cruregens fontanus
Cruregens fontanus är en kräftdjursart som beskrevs av Charles Chilton 1882. Cruregens fontanus ingår i släktet Cruregens och familjen Paranthuridae. Inga underarter finns listade i Catalogue of Life.